# HD47634
HD47634 — хімічно пекулярна зоря спектрального класу
A0 й має видиму зоряну величину в смузі V приблизно  8,9.

## Пекулярний хімічний вміст
Зоряна атмосфера HD47634 має підвищений вміст 
Si
.